# Битка при Авен
Битката при Ле Авин се състои на 20 май 1635 между Испания и Франция по време на Тридесетгодишната война и Френско-испанската война. Тя се води при белгийското село Ле Авин, на юг от Юи в тогавашната Лиежка епископия. Това е първата голяма битка, в която участва френската армия, след като Франция влиза във войната три месеца по-рано.
Испанската армия е числено превъзхождана от французите и е напълно победена след няколко-часово сражение. Испанците губят около 4000 убити, ранени или пленени, а останалите отстъпват.

## Последствия
Френската армия се съединява с холандците, идващи от север, но неразбирателствата по между им дава на испанците време да се реорганизират. Те безпокоят французите с бързи кавалерийски атаки. Във френската армия има липса на провизии и пари, което води до много дезертьори. След Пражкия мир през 1635, имперските войки могат да подкрепят испанците и през 1636 те заедно изтласкват французите отбратно към подстъпите на Париж.